# Момпео
Момпѐо (на италиански: Mompeo) е село и община в Централна Италия, провинция Риети, регион Лацио. Разположено е на 457 m надморска височина. Населението на общината е 546 души (към 2010 г.).